# Konvalinka vonná
Konvalinka vonná (Convallaria majalis) je vytrvalá jedovatá rostlina z čeledi chřestovité (Asparagaceae). Starší taxonomické systémy ji často řadily do čeledi listnatcovité (Ruscaceae), konvalinkovité (Convallariaceae), popř. liliovité v širším pojetí (Liliaceae s.l.). Je rozšířena po celé Evropě vyjma nejsevernějších a nejjižnějších oblastí, v Malé Asii a odpovídajících oblastech Asie až po Čínu a Japonsko a v Severní Americe. Jako okrasná rostlina se pěstuje i leckde mimo tyto oblasti.

## Taxonomická problematika
Rod konvalinka (Convallaria) je některými autory považován za monotypický, někdy jsou rozlišovány 3–4 blízce příbuzné druhy, záleží na pojetí. V Evropě je domácí Convallaria majalis var. majalis (nebo Convallaria majalis s. str.), je však zdomácnělá i v Severní Americe. V Severní Americe je původní Convallaria majalis var. montana (Convallaria montana). Ve východní Asii roste Convallaria majalis var. keiskei (Convallaria keiskei), snad je totožná s Convallaria majalis var. manschurica. Z Kavkazu byl popsán taxon Convallaria transcaucasica Utkin ex Grossh., což bude asi další velmi blízce příbuzný druh (popřípadě vnitrodruhový taxon), taxonomická hodnota však není zcela jasná.

## Vzhled

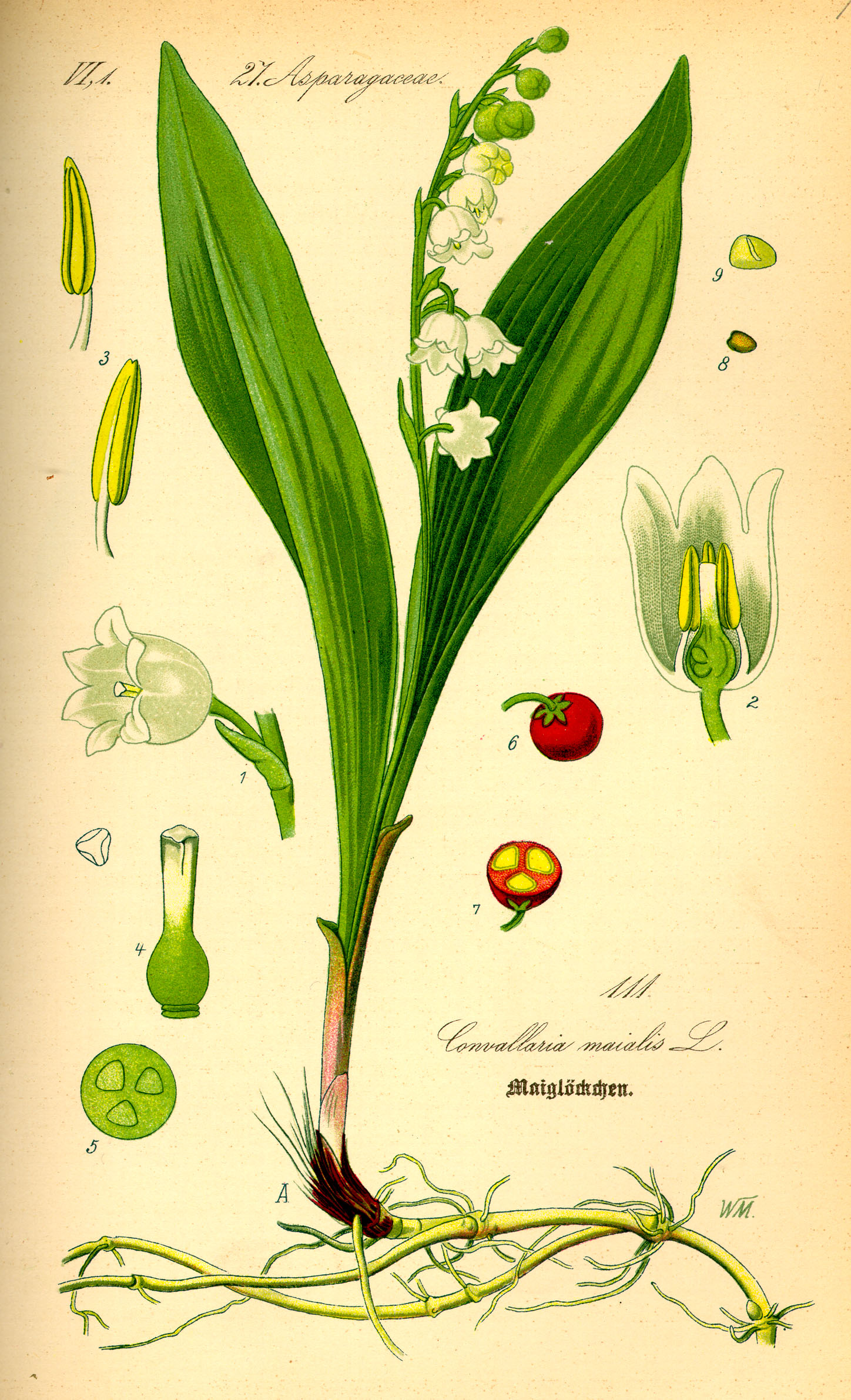
Konvalinka vonná - ilustrativní kresba

Je to vytrvalá, až 20 cm vysoká jedovatá bylina s plazivým větveným oddenkem.
Listy (zpravidla dva, vzácně tři) jsou jednoduché, řapíkaté, dole s pochvovitými šupinami, elipsovitě šupinaté, celokrajné a lysé.
Kvete v květnu až červenci. Květy vyrůstají v řídkém jednostranném hroznu neseném na přímém stvolu. Jsou krátce stopkaté, nicí a vonné. Okvětí je bílé nebo nažloutle zarůžovělé, složené ze 6 srostlých okvětních lístků, je kulatě zvonkovité, s šesti odstálými až ohnutými cípy.
Tyčinek je 6, ve 2 přeslenech (3+3), gyneceum je složeno ze 3 plodolistů, je synkarpní, semeník je svrchní.
Plodem jsou jedovaté, jasně červené, 2–6semenné bobule.

## Stanoviště
Jde o rostlinu rostoucí v České republice od nížin do hor ve světlých lesích a křovinách a na horských loukách. Upřednostňuje kyselé a kypré půdy, ale často roste i na půdách vápnitých. Podle vyhlášky MŽP 395/1992 Sb. nemá zvláštní ochranu.

## Obsahové látky
Obsahuje glykosidy konvalatoxin, konvalatoxol, konvalatoxosid a majalosid ovlivňující srdeční činnost a další látky.

## Otravy
K otravě může dojít žvýkáním stonku či listů, nebo pojídáním červených plodů. Otrávit se lze i vodou z vázy, ve které byly konvalinky. Příznaky otravy jsou nevolnost, zažívací potíže (zvracení, průjem), zvýšené močení a omámenost, závratě nebo křeče. Při požití většího množství plodů je třeba vyhledat lékaře, neboť mohou nastat srdeční komplikace, zejména u lidí se slabším srdcem.

## Rozmnožování
Konvalinka vytváří v zemi dužnaté oddenky, kterými se ve vhodných podmínkách rozšiřuje do svého okolí. Rozmnožuje se dělením trsů, což v praxi vypadá tak, že příslušný trs opatrně vyryjeme ze země a rukama rozlámeme na několik dílů tak, aby každý konec oddenku (puk) měl dostatečné množství kořínků. Ty pak opět zasázíme na nové místo. Nejvhodnější termín je včasný podzim (září), v nejhorším i později, pokud vydrží bezmrazé a vlhké počasí. V opačném případě je lépe zvolit časné jaro (únor–březen), kdy bývá zem dostatečně vlhká.[zdroj?]

## Využití
Konvalinka je sbírána jako léčivá rostlina jako slabší alternativa náprstníku. Používá se pro posílení srdeční činnosti či proti vodnatelnosti a při epilepsii. Vzhledem ke své toxicitě není vhodná pro používání amatérskými léčiteli.
Konvalinka se též používá při výrobě mýdel, voňavek a šňupacích tabáků.
Krom běžné divoké formy byly vyšlechtěny mnohé různobarevné odrůdy, které se pěstují jako okrasné rostliny.

## Galerie

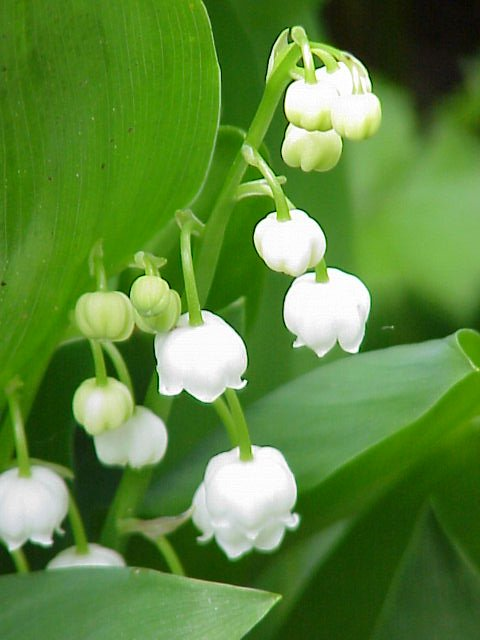
Detail květenství
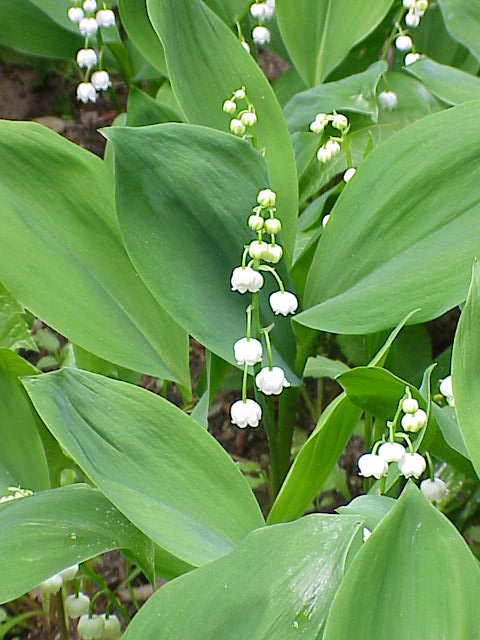
Konvalinka vonná
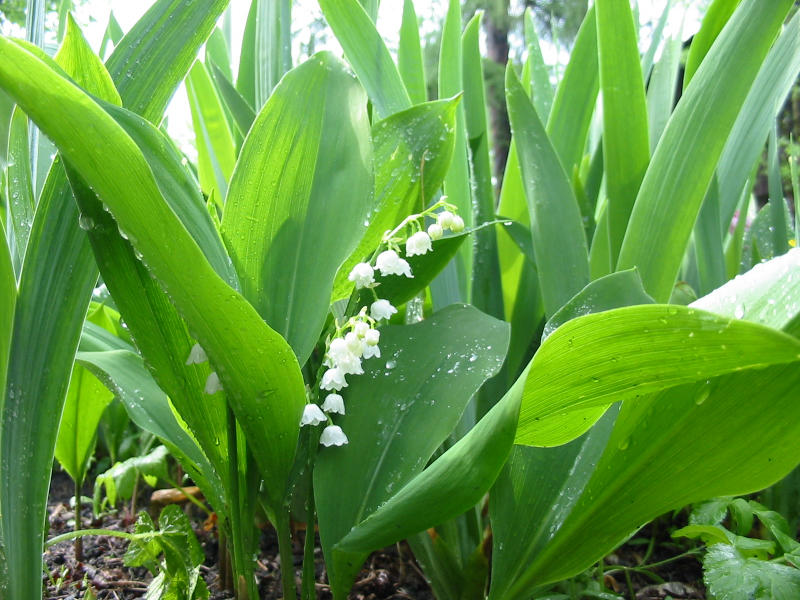
Konvalinka vonná
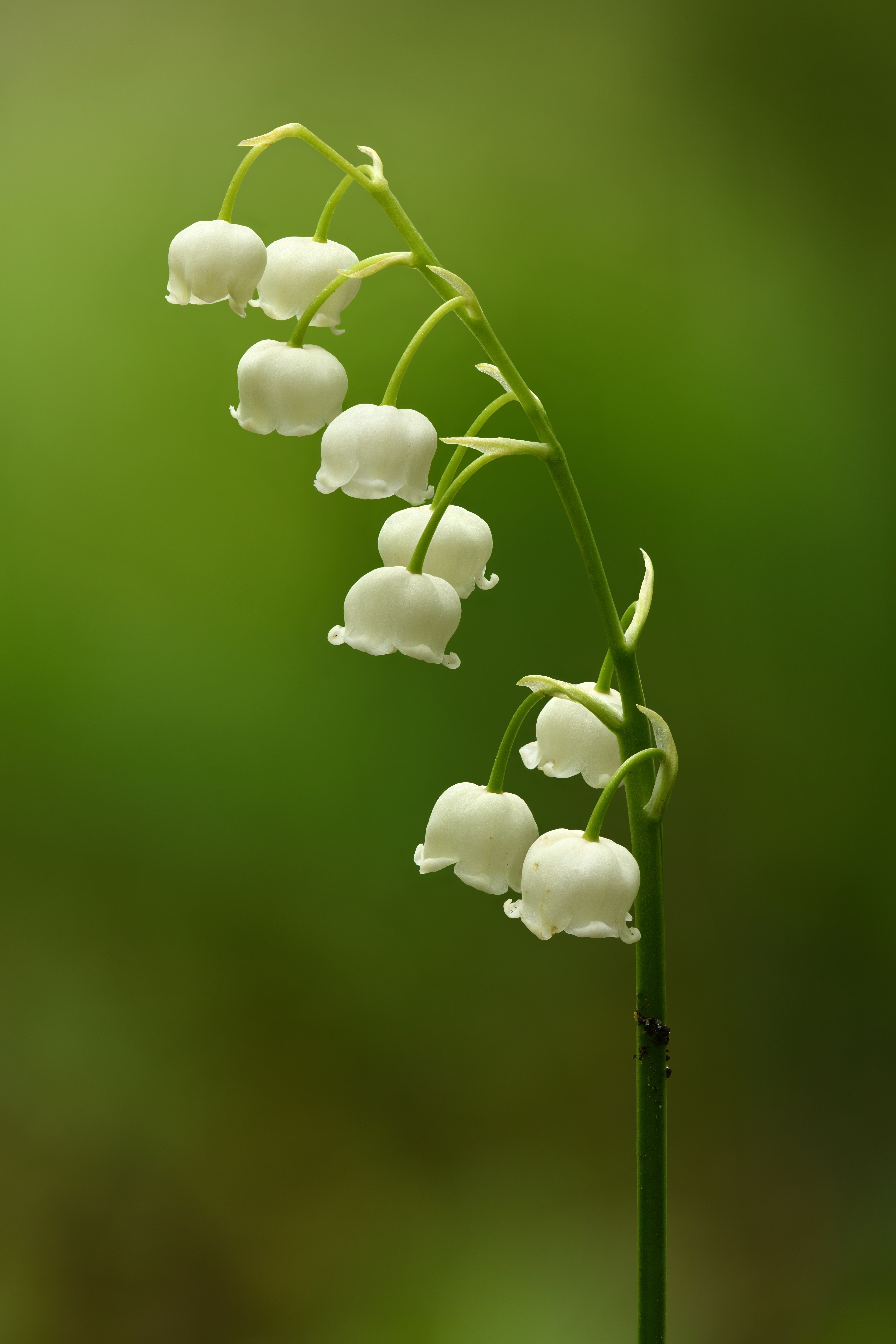
Květenství